# 釧路プリンスホテル
釧路プリンスホテル（くしろプリンスホテル、英: Kushiro Prince Hotel）は、北海道釧路市にあるホテルで、プリンスホテルの一つ。

## 概要
17階建てのホテルで、道東（ガレリア・タワー以東）で最も高い建物。同地にはかつて「釧路オリエンタルホテル」が所在していたが、1990年（平成2年）に親会社の釧路貨物自動車がコクド（後に株式会社プリンスホテルに合併）との提携を契機に、大幅増築および改築を経て開業した。

## 施設
客室
- スタンダードフロア
  - スイートルーム (48.43 m²)
  - トリプルルーム (23.08 m²)
  - ツインルーム (23.08 m²)
  - シングルルーム (15.5 m²)
- 高層階フロア
  - スイートルーム (48.43 m²)
  - ダブルベッドルーム (23.1 m²)
  - ツインルーム (23.1 m²)
  - シングルルーム (15.5 m²)

レストラン・バー
- トップ オブ クシロ
- SKYROOM（個室）
- 中国料理 錦
- ロビーラウンジ 摩周

ウェディング
- チャペル
- 神殿

宴会・会議
- 主宴会場 (各610 m²)
  - 鶴の間
  - 北斗の間
- 小宴会場 (各47 m²)
  - つつじ
  - こぶし
  - りんどう
  - あじさい
  - きんれんか

その他
- コンビニエンスショップ
- ビジネスコーナー
- ランドリールーム（宿泊者専用）

## アクセス
釧路市役所に隣接している。
- 北海道旅客鉄道（JR北海道）釧路駅から車で約3分、徒歩約10分
- 釧路空港（たんちょう釧路空港）から車で約40分（阿寒バス 釧路空港連絡バス「釧路市役所（プリンスホテル）」停留所）